# خلل التنسج القشري البؤري

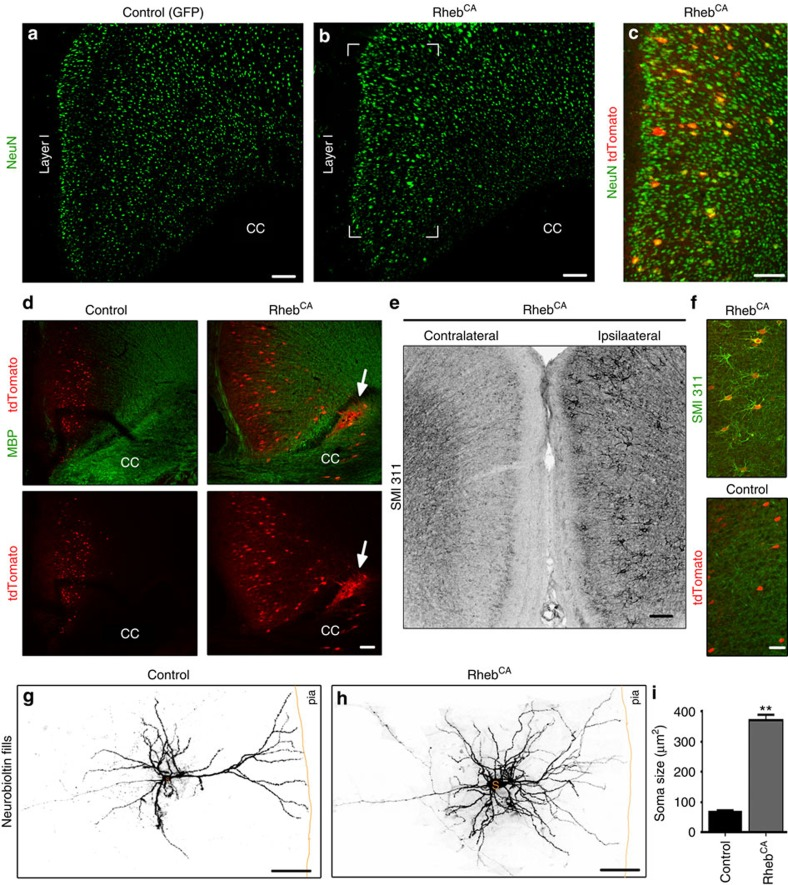
تعرض التشوهات القشرية التجريبية ميزات نموذجية للنوع الثاني من FCDs

خلل التنسج القشري البؤري (بالإنجليزية: Focal cortical dysplasia)‏ هو عيب خلقي في نمو الدماغ حيث تفشل الخلايا العصبية في منطقة من الدماغ في هجرة الخلية في الرحم. البؤري يعني أنه يقتصر على منطقة بؤرية في أي فص. يعد خلل التنسج القشري البؤري سببًا شائعًا للصرع المستعصي عند الأطفال وهو سبب متكرر للصرع عند البالغين. هناك ثلاثة أنواع من خلل التنسج القشري البؤري مع أنواع فرعية بما في ذلك النوع 1 أ، 1 ب، 1 ج، 2 أ، 2 ب، 3 أ، 3 ب، 3 ج، 3 د، ولكل منها سمات نسيجية مرضية مميزة. تؤدي جميع أشكال خلل التنسج القشري البؤري إلى اضطراب في البنية الطبيعية للقشرة الدماغية. يعرض النوع الأول تعديلات طفيفة في التصفيح القشري. يُظهر النوع الثاني أ الخلايا العصبية التي تكون أكبر من الطبيعي والتي تسمى الخلايا العصبية المشوهة (DN). يُظهر الخلل من النوع 2ب فقدًا كاملاً للتركيب الصفحي، ويطلق على وجود DN والخلايا المتضخمة اسم خلايا البالون (BC) لشكل جسم الخلية البيضاوي الكبير، والنواة النازحة جانبياً، ونقص التشعبات أو المحاور. يُعتقد حاليًا أن الأصل التطوري لخلايا البالون مشتق من الخلايا العصبية أو الخلايا السلفية الدبقية. تتشابه خلايا البالون في تركيبها مع الخلايا العملاقة في اضطراب التصلب الجلدي المعقد. تشوهات الأوعية الدموية (3 ج) أو ندبة / أضرار نقص الأكسجة (ثلاثي الأبعاد).
أظهرت الدراسات الحديثة أن النوعين 2 أ و 2 ب ناتج عن طفرات جسدية في الجينات التي تشفر مكونات هدف الثدييات من الراباميسين. لم يتم تحديد الطفرات الجينية المسببة للأنواع 1 و 3. ينظم مسار mTOR عددًا من الوظائف في الدماغ بما في ذلك تحديد حجم الخلية وحركة الخلية والتمايز. تشمل الطفرات الجينية المرتبطة بـ FCD2a وFCD 2b MTOR وPI3KCA وAKT3 وDEPDC5. تؤدي الطفرات في هذه الجينات إلى تحسين إشارات مسار mTOR في الفترات الحرجة في نمو الدماغ. قد تشير بعض الأدلة الحديثة إلى دور في إصابة الرحم بفيروسات معينة مثل الفيروس المضخم للخلايا وفيروس الورم الحليمي البشري.
من المحتمل أن تكون النوبات في الخلل ناتجة عن دوائر غير طبيعية ناتجة عن وجود DNs و BCs. تولد هذه الأنواع غير الطبيعية من الخلايا إشارات كهربائية غير طبيعية تنتشر لتؤثر على أجزاء أخرى من القشرة الدماغية. يتم استخدام الأدوية لعلاج النوبات التي قد تنشأ بسبب خلل التنسج القشري. جراحة الصرع لإزالة مناطق خلل التنسج القشري البؤري هي خيار علاجي قابل للتطبيق للمرشحين المناسبين.

## علاج
لا يوجد علاج محدد مطلوب لخلل التنسج القشري، وكل العلاج يستهدف الأعراض الناتجة (النوبات عادةً). عندما يكون خلل التنسج القشري سببًا للصرع، فإن أدوية الصرع (مضادات الاختلاج) هي خط العلاج الأول. إذا فشلت مضادات الاختلاج في التحكم في نشاط النوبات، فقد تكون جراحة المخ والأعصاب خيارًا لإزالة أو فصل الخلايا غير الطبيعية عن بقية الدماغ (اعتمادًا على مكان وجود خلل التنسج القشري وسلامة الجراحة بالنسبة للنوبات المستمرة). يمكن أن تتراوح جراحة المخ والأعصاب بين إزالة نصف الكرة الأرضية بالكامل (استئصال نصف الكرة المخية)، أو استئصال آفة صغيرة، أو عمليات قطع متعددة لمحاولة فصل الأنسجة غير الطبيعية عن بقية الدماغ (عمليات متعددة تحت القصبة). يجب التفكير في العلاج الطبيعي للرضع والأطفال الذين يعانون من ضعف العضلات. غالبًا ما يوصف العلاج التربوي لأولئك الذين يعانون من تأخر في النمو، ولكن لا يوجد علاج كامل للتأخيرات.